# Oplontis
Oplontis (u Oplonti) era una ciudad cercana a Pompeya, Italia. Es mencionada por la tabla de Peutinger sobre el emplazamiento de lo que hoy es Torre Annunziata, en la ciudad metropolitana de Nápoles, en la región de Campania.

## Estructura

Oplontis y otras ciudades afectadas por la erupción del monte Vesubio. La nube negra representa la distribución general de la ceniza. Se muestra la línea de costa actual.

Se trata probablemente de un suburbio semiurbano de Pompeya, en el camino hacia Herculano, cuyas viviendas eran nuevas residencias para el otium, o de las casas confiscadas a los samnitas por el sistema de deductio después de la guerra Social que estalló en el año 90 a. C. y ocupadas por los colonos romanos. El 24 de octubre del año 79, el Vesubio entró en erupción y la enterró bajo una capa de ceniza. 
Es actualmente el lugar donde está la «Villa de Popea» (Villa Poppaea), residencia veraniega de Popea Sabina, dama pompeyana esposa del emperador Nerón, que fue excavada a mediados del siglo XX y se encuentra abierta al público. En efecto, en tiempos de los Borbones se excavó mínimamente y solo salió a la luz en el año 1964. Esta fastuosa villa romana data del siglo I a. C. Las excavaciones hicieron aparecer una superficie de 110 metros por 75 de una capa de tierra de cerca de 6 metros, de los cuales 2 eran de lapilli y arena volcánica, colocando a la villa por debajo de la circundante localidad de Torre Annunziata.
Una segunda villa, la de Lucio Craso Tercio (L. Crassius Tertius) y conocida como «Villa de Craso», fue descubierta en 1974, a 250 metros al este de la Villa de Popea, durante la construcción de una escuela. Recibió su nombre después del descubrimiento en ella de un sello de bronce que llevaba el nombre anteriormente mencionado, probablemente su último propietario. Al contrario que su suntuosa vecina, esta era una villa rústica dedicada al cultivo y elaboración de productos agrícolas: vino, aceite de oliva y cereal, también se hallaron gran número de recipientes con granadas, cuyo zumo servía para ablandar y macerar las pieles para convertirlas en cuero. Y si la lujosa villa popeana estaba deshabitada y en reformas, la de Craso estaba en uso y habitada en el momento de la catástrofe. En una de las habitaciones se encontraron los esqueletos de cincuenta y cuatro personas, hombres, mujeres y niños, amos y esclavos, portando sus joyas y ahorros, resultando una espléndida muestra de joyería fina, vajilla y monedas por un total de diez mil sestercios, la cantidad más grande hallada en toda la región arrasada por la erupción.
Los resultados de investigaciones más recientes permitieron vincular a Oplontis a los Calpurnios Pisones, familia prestigiosa cuyos miembros fueron aliados de Pompeyo.
El lugar de Oplontis se incluye en «Zonas arqueológicas de Pompeya, Herculano y Torre Annunziata», inscrita por la Unesco en la lista del patrimonio mundial en 1997.

## La Villa de Popea
Sus dimensiones, 3650 metros cuadrados excavados hasta ahora sin contar la piscina y los jardines, 130 metros con 110, hacen de ella el conjunto arquitectónico más extenso de Campania después de la villa de los Papiros en Herculano (260 x 70 m).

### Hipótesis de atribución

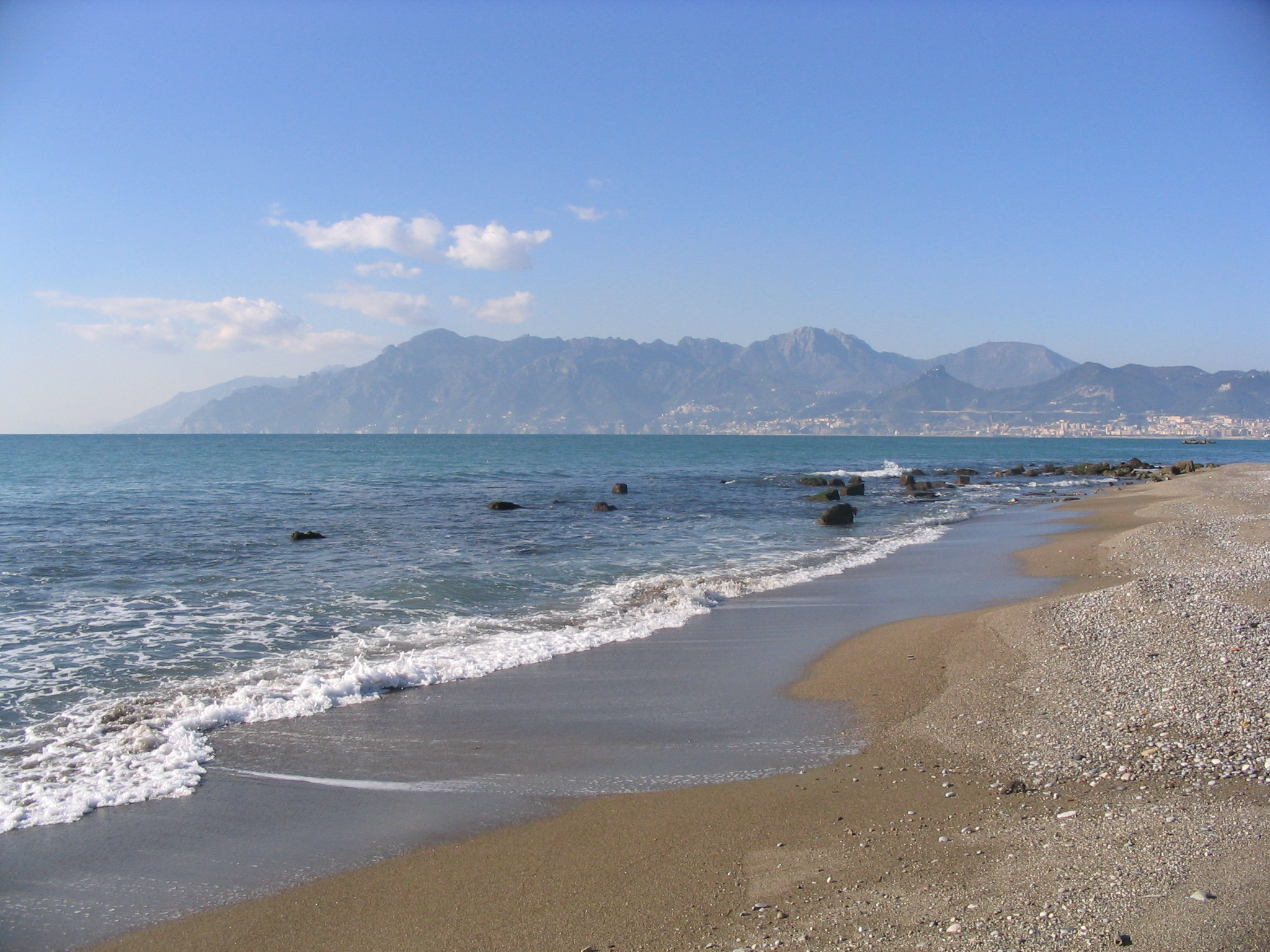
La villa daba a los montes Lattari y al mar.

Unánimemente se admite su atribución a Popea Sabina, dado que la fecha coincide para su segunda fase arquitectónica, con el período neroniano y su carácter suntuoso hace que difícilmente sea de un particular; la pertenencia de la emperatriz a la gens Poppea, rica familia pompeyana corrobora esta conjetura. Sin embargo, permanece la incertidumbre respecto a la fecha de la adquisición por Popea o su familia, así como por el uso de la villa entre el año 65, fecha de la muerte de Popea, y el 79.
La villa estaba orientada para tener vistas sobre los montes Lattari, vistas tapadas desde finales del siglo XX por las recientes construcciones de la ciudad, y sobre el mar Tirreno, cuya orilla está ahora más alejada, destacándose en el fondo la cumbre del Vesubio. Parece haber tenido una posición relativamente aislada entre extensos jardines, lo que podría indicar la preocupación de sus propietarios por no mezclarse con el pueblo, lo que confirmaría su carácter aristocrático.
En un depósito se encontraron algunas estatuas, ciertamente destinadas a la ornamentación de los jardines y de la piscina; también estaban almacenadas partes de columnas y distintos materiales a lo largo de las paredes de un salón; no se ha descubierto ninguno de los accesorios necesarios para la vida diaria. Todo esto permite suponer que la villa, en el momento de la erupción del Vesubio, estaba en obras y por lo tanto aún no habitada por su nuevo propietario.

### Arquitectura

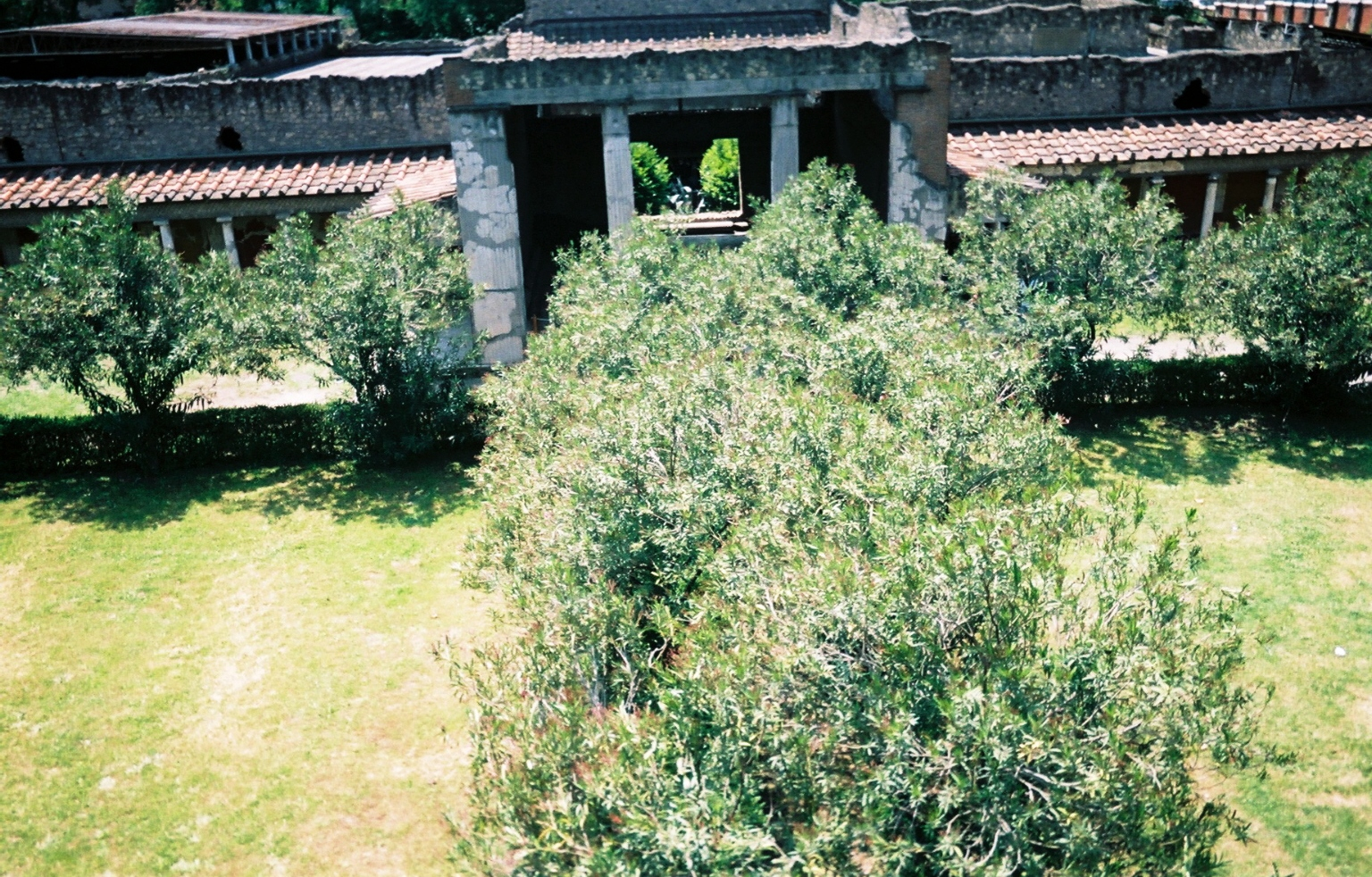
Acceso a la villa de Popea.

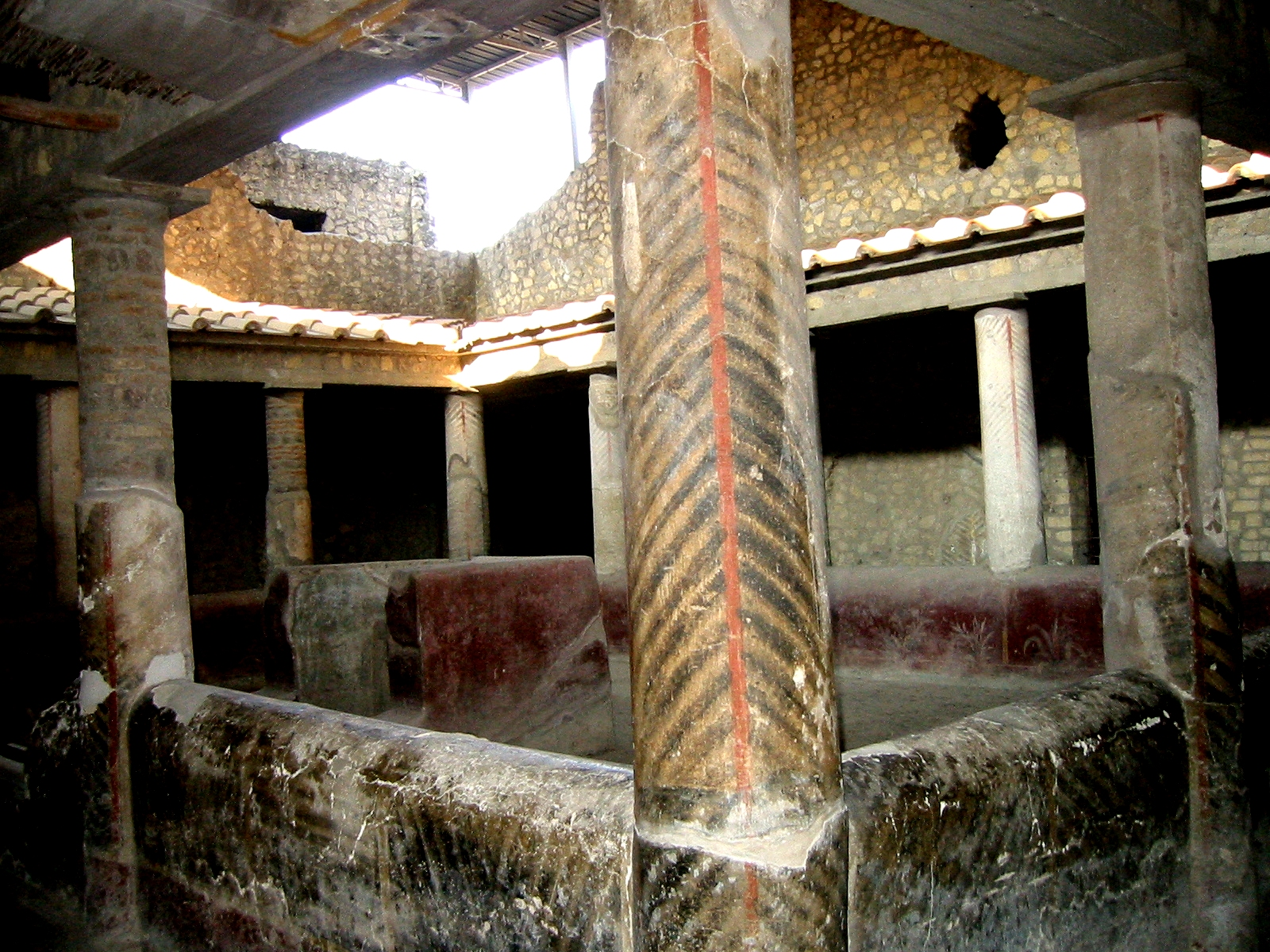
Peristilo.

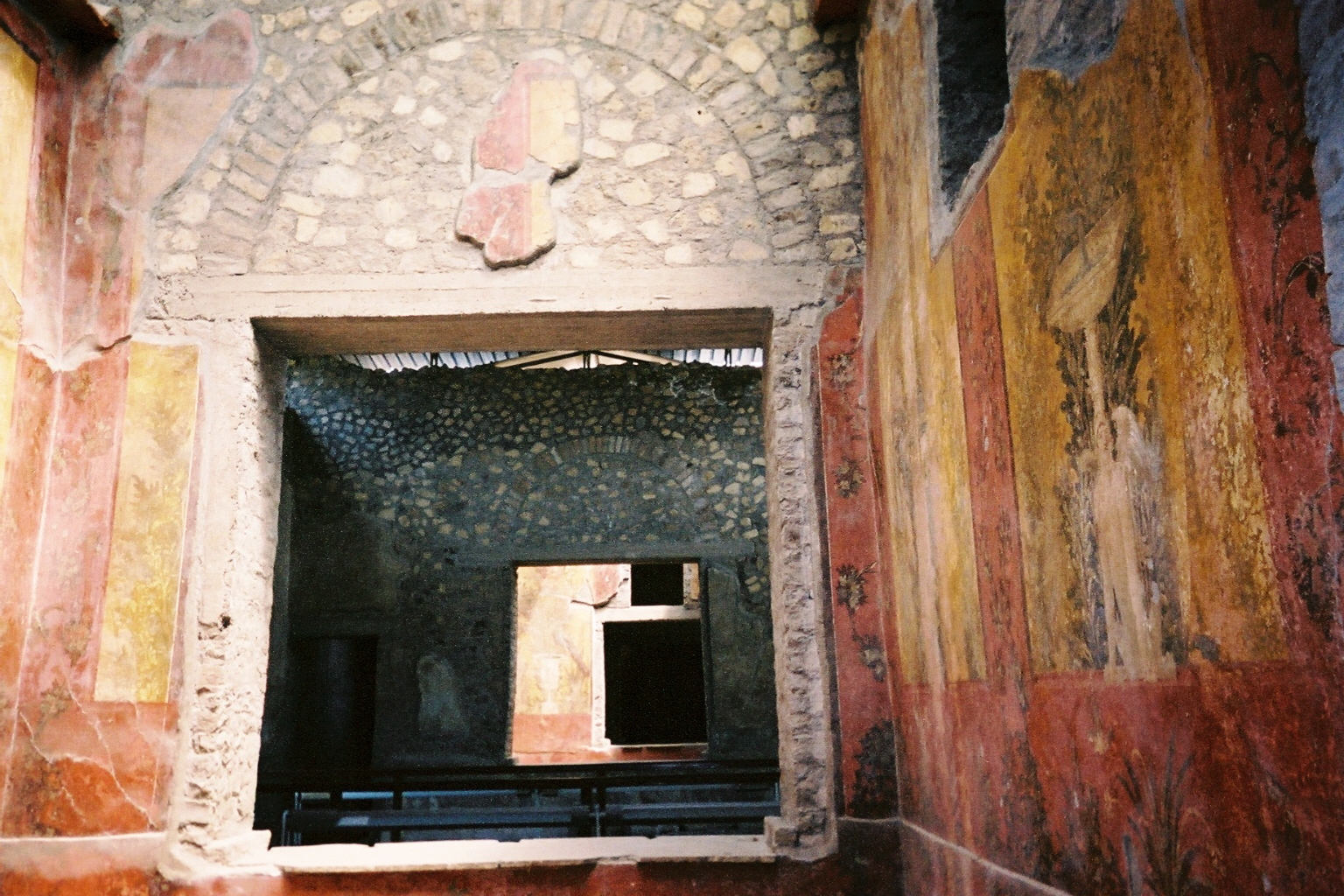
... una pasmosa continuidad de perspectiva.

En su primera fase de construcción, hacia 45 a. C., la villa pudo pertenecer al pretor Marco Pupio Pisón (Marcus Pupius Piso. La pars urbana está constituido por dos series de piezas distribuidas a ambos lados de un eje central rectangular formado por un atrium abierto sobre un impluvium, un jardín interior y un triclinium, de amplias dimensiones. 
El cuerpo del edificio situado al oeste es residencial y está compuesto por diaetae con sus cubicula dispuestos en torno a otro triclinium menos importante, y de un conjunto termal constituido por praefurnium, caldarium y tepidarium y organizados en torno a un oecus y de un pórtico tetrástilo.
Los locales interiores de la zona se dedican en parte a funciones serviles, estando el piso superior dedicados a las habitaciones de los esclavos. Las pintadas en griego encontradas sobre las paredes de la villa demuestran un grado de cultura que corresponde a nivel indispensable para garantizar funciones junto a los amos de la clase aristocrática. Esta ala en la cual se encuentra el larario se organiza en torno a un peristilo. Las habitaciones, dando al exterior, están dotadas de un caldarium y de una letrina.
Aún más al este y separado del edificio principal existía entonces una pars rustica en el cual se conservaba un torcularium que indica la pertenencia de la villa rustica a un praedium plantado de vides u olivos.
En la segunda fase arquitectónica, en la época julio-claudia, se añade a esta primera implantación oriental un impresionante zona residencial sobre una natatio de 60 por 17 metros que no tiene nada que envidiar a la de la villa de los Papiros de Herculano (66 x 7). En torno a la piscina se organizan dos nuevos conjuntos de viviendas destinados al otium. El primero, situado al norte está construido entre dos pórticos y constituido por una inmensa sala central prolongada a cada lado por una simetría de salas apenas un poco más modestas. Entre el salón central y estas salas se intercalan los viridari donde se ve el antiguo hortus entrar en la casa para convertirse en salón de verdor. Las aperturas realizadas en frente de cada una de estas partes ofrecen una pasmosa continuidad de perspectiva a lo largo de toda la longitud del conjunto.
Un segundo conjunto viene a cerrar el pórtico en el ángulo suroeste de la piscina. Alberga, en particular, una sofisticada pieza sobre la que Donatella Mazzoleni ha precisado:
...las ventanas se abrían sobre la natatio y que estaban dotados de una decoración rarísima con entablado de madera sobre las paredes (desgraciadamente perdido), y de mármoles coloreados en opus sectile sobre el enlosado. La comparación con un diaeta similar en la villa de San Marcos, en Estabia, pone de manifiesto que se trataba de un elemento arquitectónico en boga para los pórticos que bordeaban las piscinas.
El hiato, que se encuentra en la villa de los papiros de Herculano y la villa de San Marcos de Estabia, en la conexión entre el antiguo y nuevo conjunto arquitectónico da prueba del interés de los ricos romanos por las piscinas, lo que confirma Plinio en una de sus cartas, y su utilización efectiva como natatoriae.
Estos espacios de la primera y de la segunda fase se articulan sabiamente con la inmensidad de los jardines exteriores adornados de estatuas y plantados con plátanos de sombra o cultivados como prado y prolongados por un bosquecillo gracias a los talentos combinados de un arquitecto y de un topiarius (jardinero paisajista).

### Decorado pictórico

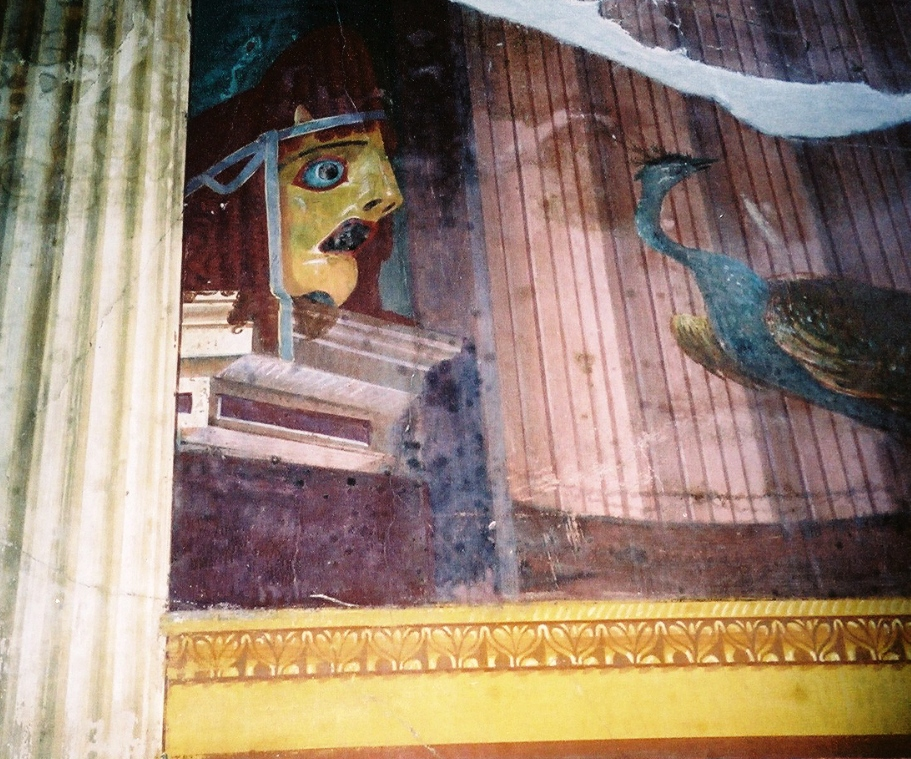
Oecus

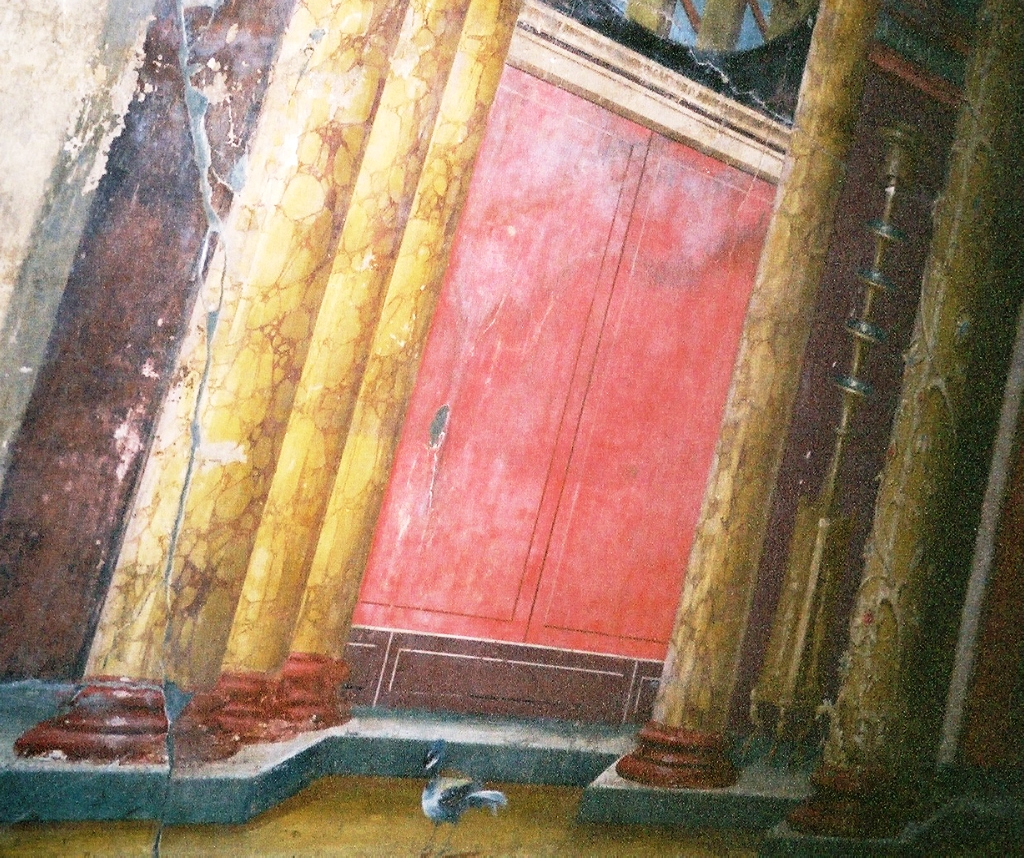
Triclinium

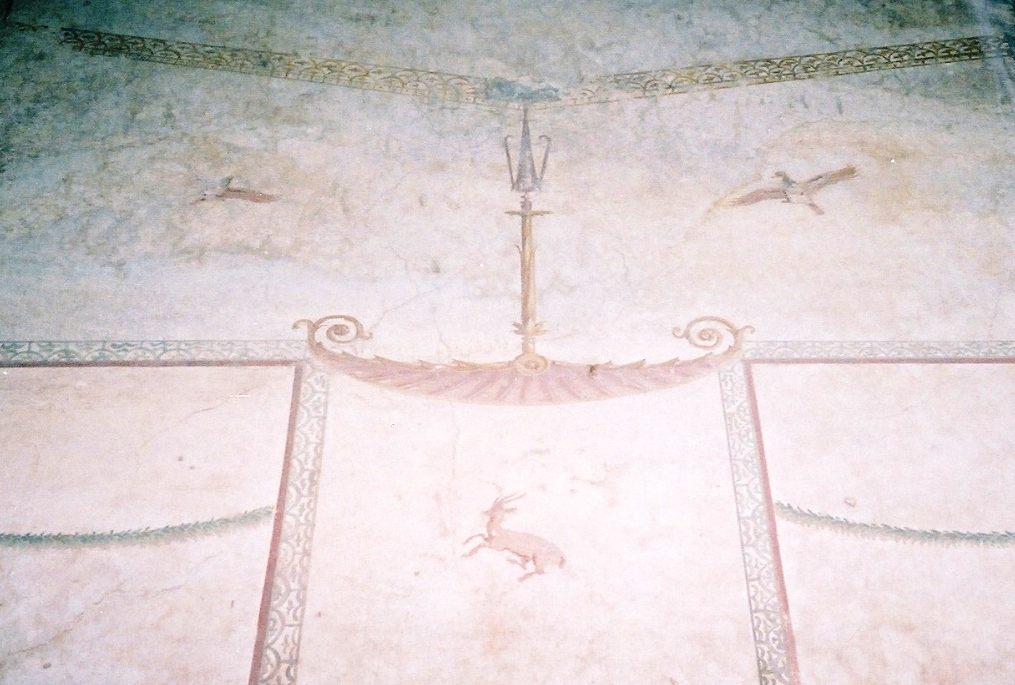
Pieza 66.

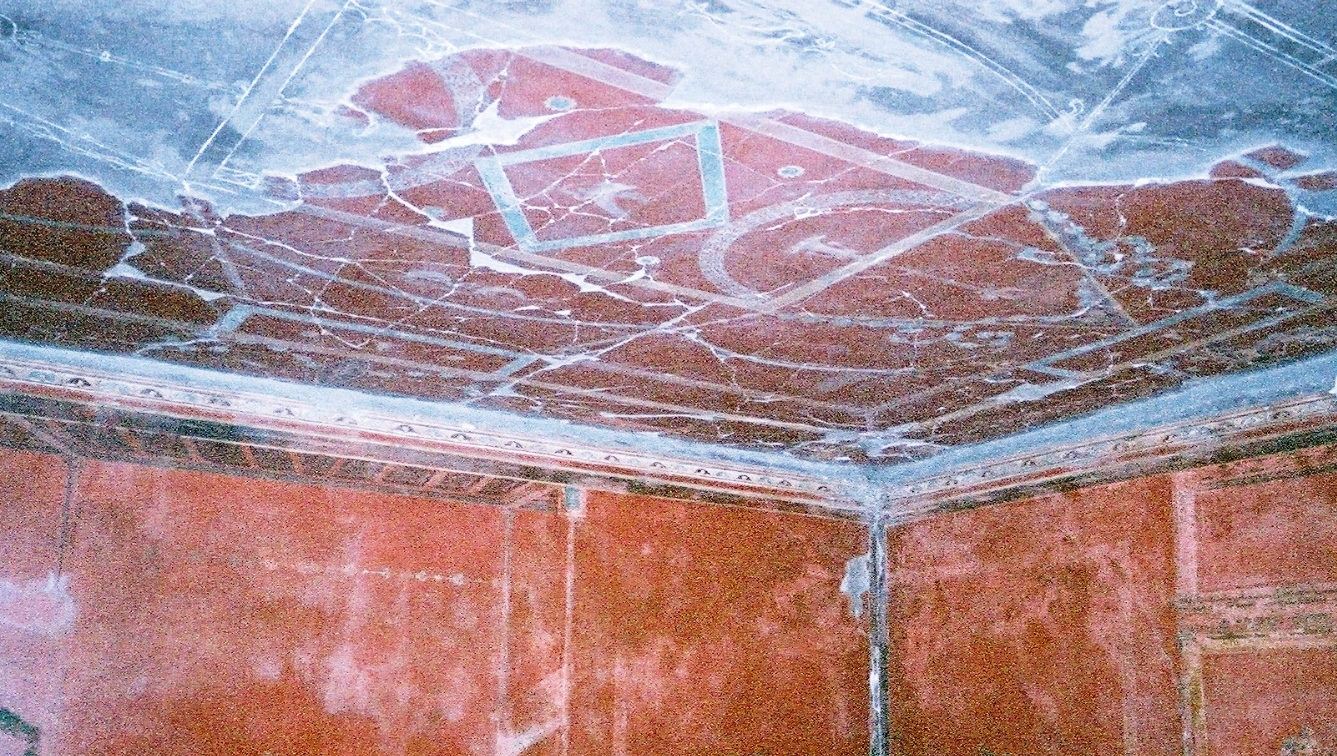
Pieza 81

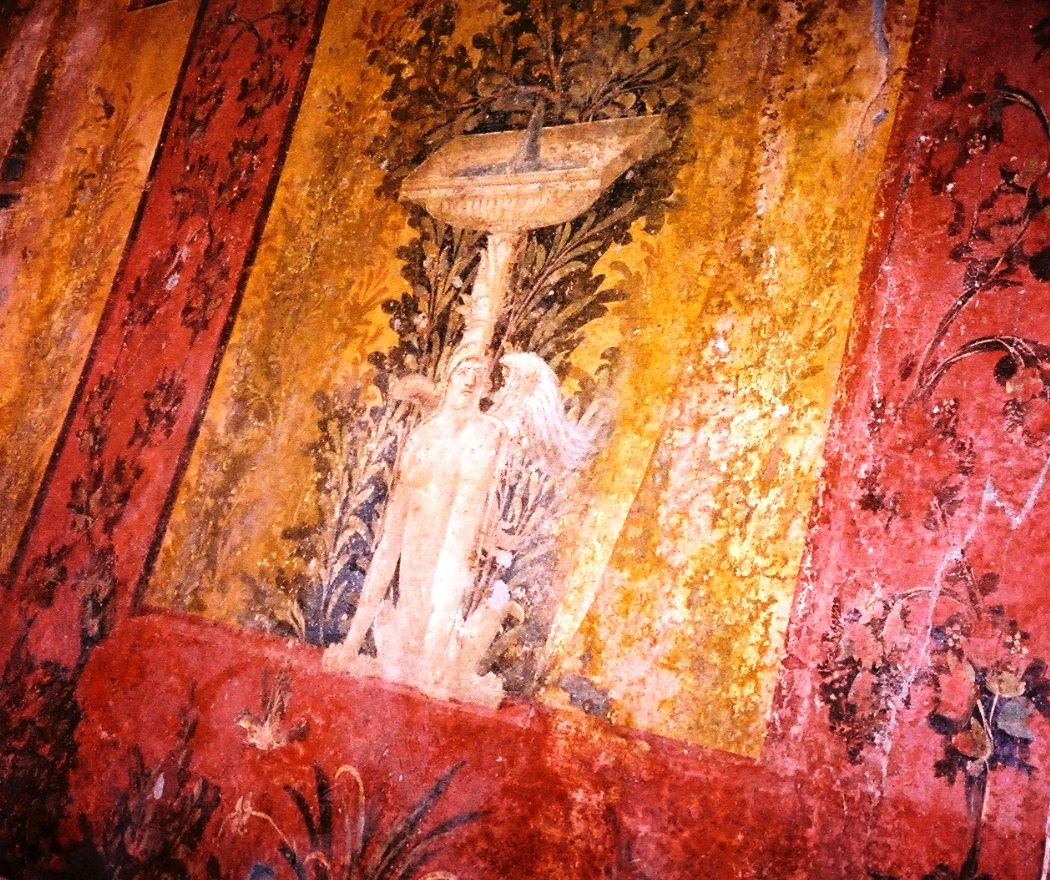
Viridarium

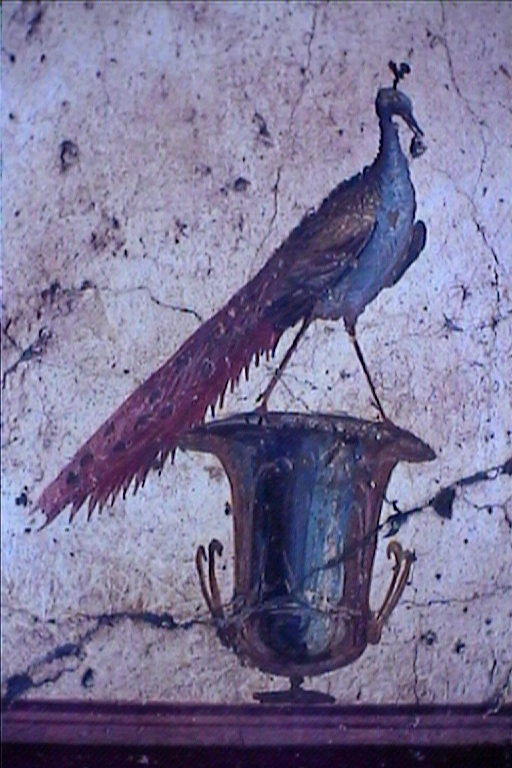
El pavo real, atribuido a Juno, esposa de Júpiter, representado sobre las paredes de la villa de Popea

#### Los cuatro estilos de pintura pompeyana
- 1.er estilo (siglos IV-comienzos del I a. C.): imitación con simples recubrimientos de estuco policromado de las grandes losas o incrustaciones de mármol de los palacios helenísticos. Los cuadros de caballete sobre el panel de madera se colocan en marcos de estuco. Elementos salientes dividen la pared.
- 2.º estilo (80-15 a. C.): introducción de la perspectiva, «desmaterialización» de las paredes, creación de una ilusión teatral de extensos volúmenes abiertos sobre otros espacios aún más amplios y suntuosos. Los cuadros originales se reproducen directamente sobre las paredes, como verdaderos cuadros de madera o como si se trataba, trampantojos, de vistas por las ventanas, que no se abren nunca sobre escenas de la vida cotidiana, pero describiendo episodios mitológicos o históricos
- 3.er estilo (15 a. C. - 50 d. C.): a veces llamado julio-claudio. Más trampantojos, el decorado se vuelve plano. La pared se divide horizontal y verticalmente y se subdivide en cuadrados y rectángulos coloreados. Los paisajes idílicos llenan todo el panel central. Se pintan algunas miniaturas en colores vivos sobre fondos negros o blancos.
- 4.º estilo (50-79): vuelta de la perspectiva y el ilusionismo de los trampantojos. Acumulación y superposición barroca de animales exóticos o fantásticos y de elementos arquitectónicos imbricados. Escenas mitológicas de carácter iniciático o de intención moral. Los colores están más netos y aparecen oposiciones cromáticas. Pequeñas figuritas y festones adornan los trampantojos que simulan tapices murales.

#### Decorado de la villa
- Cuerpos occidentales del edificio:

Atrium, Triclinium, oecus, cubitula y diaetae: estilo 2.º
Cocina y termas: estilo 3.º y 4.º
- Ala oriental:

Zonas de servicio: bandas amarillas y azules
Habitaciones: estilo 2.º, 3.º y 4.º
Pórticos meridionales y septentrionales: 4.º estilo
Esta primera parte de la villa, de tiempo republicano, fue objeto de una renovación del decorado pictórico al construirse la segunda fase, de arquitectura imperial: es pues mal fácil determinar si los decorados son de la 1.ª o de la 2.ª fase.
- 2.ª fase arquitectónica:

medio o final del estilo 4.º (frescos del pórtico comparables a las de la habitación 7 de la villa del Centenario en Pompeya)
Contrariamente a los frescos de Pompeya o de Herculano, que en parte se llevaron al Museo arqueológico de Nápoles o a las de la villa de Boscoreale, expuestas en el Museo Metropolitano de Arte de Nueva York, la totalidad de los frescos de Oplontis, entre los más bonitos del mundo romano, se guardan in situ en perfecto estado de conservación. La calidad de los del 2.º estilo pompeyano llegan aquí a su apogeo, lo que permite suponer que para esta prestigiosa residencia se recurrió a los mejores maestros del género. 
Síntesis de la arquitectura, de la escultura y del arte topiario, el arte pictórico más conseguido entra en efecto aquí en juego para reforzar el de las otras técnicas en la representación de los temas apreciados por los romanos cultivados, afectados por el helenismo, el teatro y la mitología, pero también, viejo pueblo de campesinos, vinculados a la naturaleza.
Las escenografías teatrales, las escenas mitológicas, los paisajes bucólicos o los bodegones se encuentran aquí representadas en un conjunto de paisajes fantásticos, espacios imaginarios, horizontes multiplicados, y en una delicia de refinamientos.
Volutas, festones, guirnaldas de piedras preciosas, vienen a entrelazar máscaras, objetos rituales, jarros de flores, cortes de frutas, colocados sobre cornisas fingidas o encuadrando ventanas trampantojo. Las fuentes, los prados en flores, los espacios poblados de pájaros o insectos solidificados sobre las paredes se confunden con las fuentes, los prados, los pájaros o los insectos que se agitaban alrededor.
Un tema es sin embargo particular y recurrente en la decoración pictórica de la villa y parece ser una alusión a Popea, esposa de Nerón: la representación del pavo real. El pájaro es en efecto un atributo de Juno, esposa de Júpiter, equivalente divino del Emperador, y se encuentra reproducido en varias ocasiones en diferentes piezas.